# Lockheed P-2 Neptune
El Lockheed P-2 Neptune fue un avión de patrulla marítima desarrollado en la década de 1940 por la compañía estadounidense Lockheed.
El avión sirvió en armadas y fuerzas aéreas de distintos países del mundo principalmente para patrulla marítima, reconocimiento, guerra antisuperficie y guerra antisubmarina. Fue diseñado para reemplazar al Lockheed PV-1 Ventura y PV-2 Harpoon, siendo reemplazado posteriormente por el Lockheed P-3 Orion.

## Diseño y desarrollo

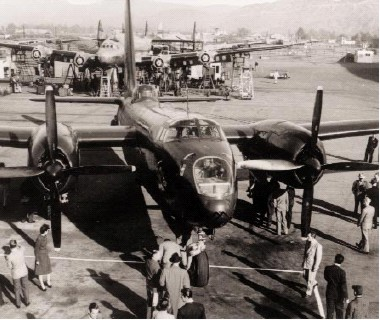
Porotipo del XP2V-1 en 1945.

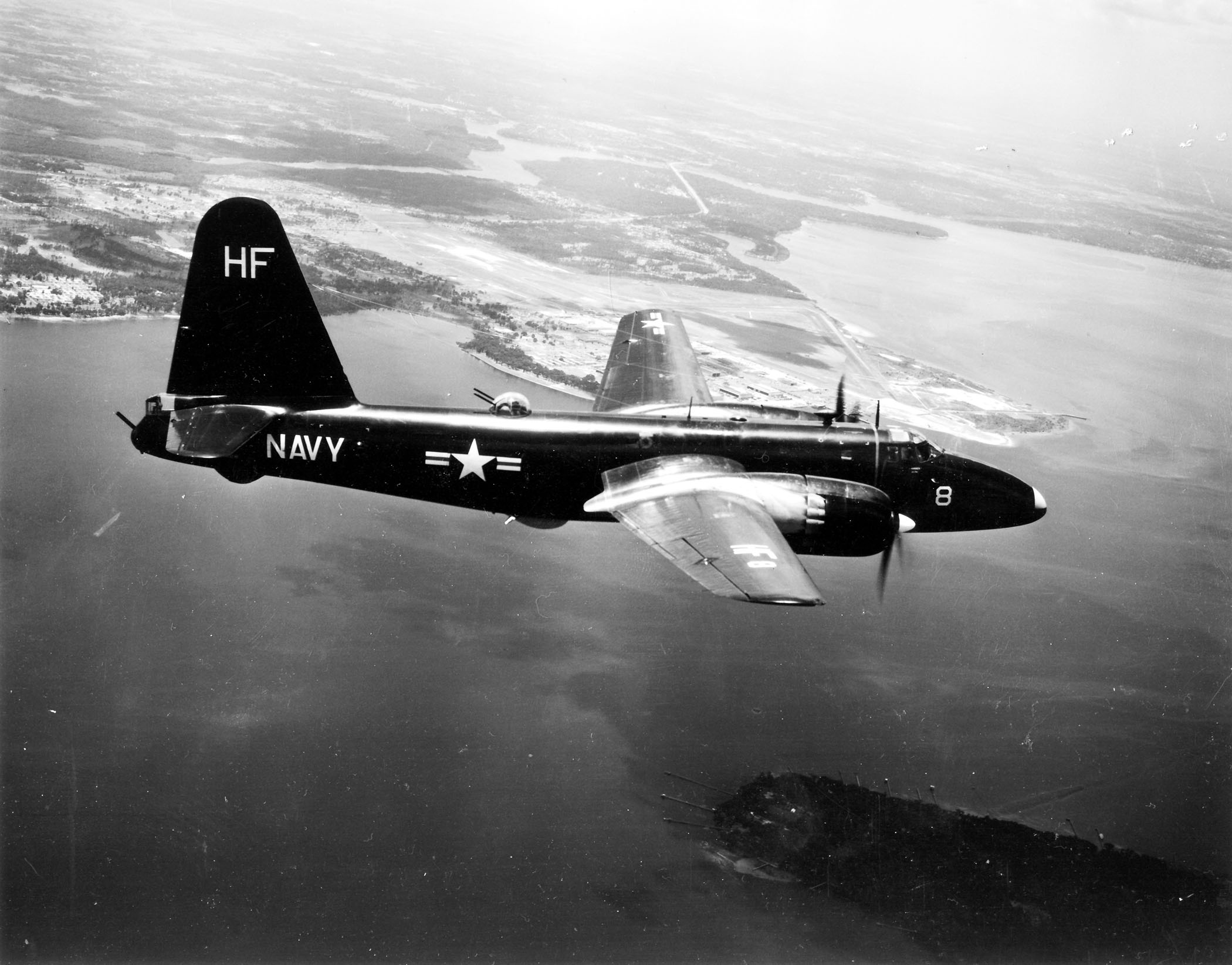
P2V-2 del VP-18 sobre NAS Jacksonville, 1953.

El desarrollo de un nuevo bombardero de patrulla basado en tierra comenzó pronto en la Segunda Guerra Mundial, comenzando los trabajos de diseño en la subsidiaria Vega de Lockheed como proyecto privado el 6 de diciembre de 1941. Al principio, el nuevo diseño fue considerado de baja prioridad comparado con otros aviones en desarrollo de la época, con Vega también desarrollando y produciendo el bombardero de patrulla PV-2 Harpoon. El 19 de febrero de 1943, la Armada estadounidense firmó una carta de intenciones por dos prototipos de XP2V, que fue confirmada por un contrato formal el 4 de abril de 1944, siendo ordenados 15 aviones más, 10 días después. No fue hasta 1944 en que el programa entró en pleno apogeo. Un factor principal en el diseño era la facilidad de fabricación y mantenimiento, y esto puede haber sido un factor decisivo en la larga vida y éxito mundial del modelo. El primer avión voló en mayo de 1945. La producción comenzó en 1946, y el avión fue aceptado para el servicio en 1947. El potencial uso como bombardero condujo a exitosos lanzamientos desde portaaviones.
Comenzando con el modelo P2V-5F, el Neptune se convirtió en uno de los primeros aviones en servicio operativo en ser equipado tanto con motores de pistón como con reactores. Los aviones Convair B-36, varios Boeing C-97 Stratofreighter, el Fairchild C-123 Provider, y el Avro Shackleton también fueron así equipados. Para ahorrar el peso y la complejidad de dos sistemas de combustible separados, los motores a reacción Westinghouse J34 de los P2V quemaban el mismo combustible Avgas 115–145 que los de pistón, en lugar de combustible de reactor. Los contenedores de los reactores fueron equipados con portones en las tomas que se mantenían cerrados cuando no funcionaban los J34; esto prevenía el movimiento de molinillo, permitiendo económicas operaciones de búsqueda y patrulla de larga duración solo con motores de pistón. En operaciones normales de la Armada estadounidense, los motores a reacción funcionaban a plena potencia (al 97 %) para agilizar y asegurar todos los despegues, luego se apagaban cuando el avión alcanzaba una altura de seguridad. Los reactores también se arrancaban y se mantenían encendidos en los vuelos libres durante las operaciones antisubmarinas o antisuperficie a baja altitud (a 152,4 m durante el día y a 304,8 m por la noche), como medida de seguridad en caso de que uno de los radiales desarrollase problemas.
El acceso normal de la tripulación se realizaba por una escalera instalada en el mamparo trasero del hueco de la rueda delantera, hasta una escotilla en el lado izquierdo del mismo, y luego hacia delante al morro del observador o hacia arriba a través de otra escotilla a la cubierta principal. También había otra escotilla en el piso del fuselaje trasero, cerca de los lanzadores de sonoboyas.

## Historia operacional

### Principios de la Guerra Fría

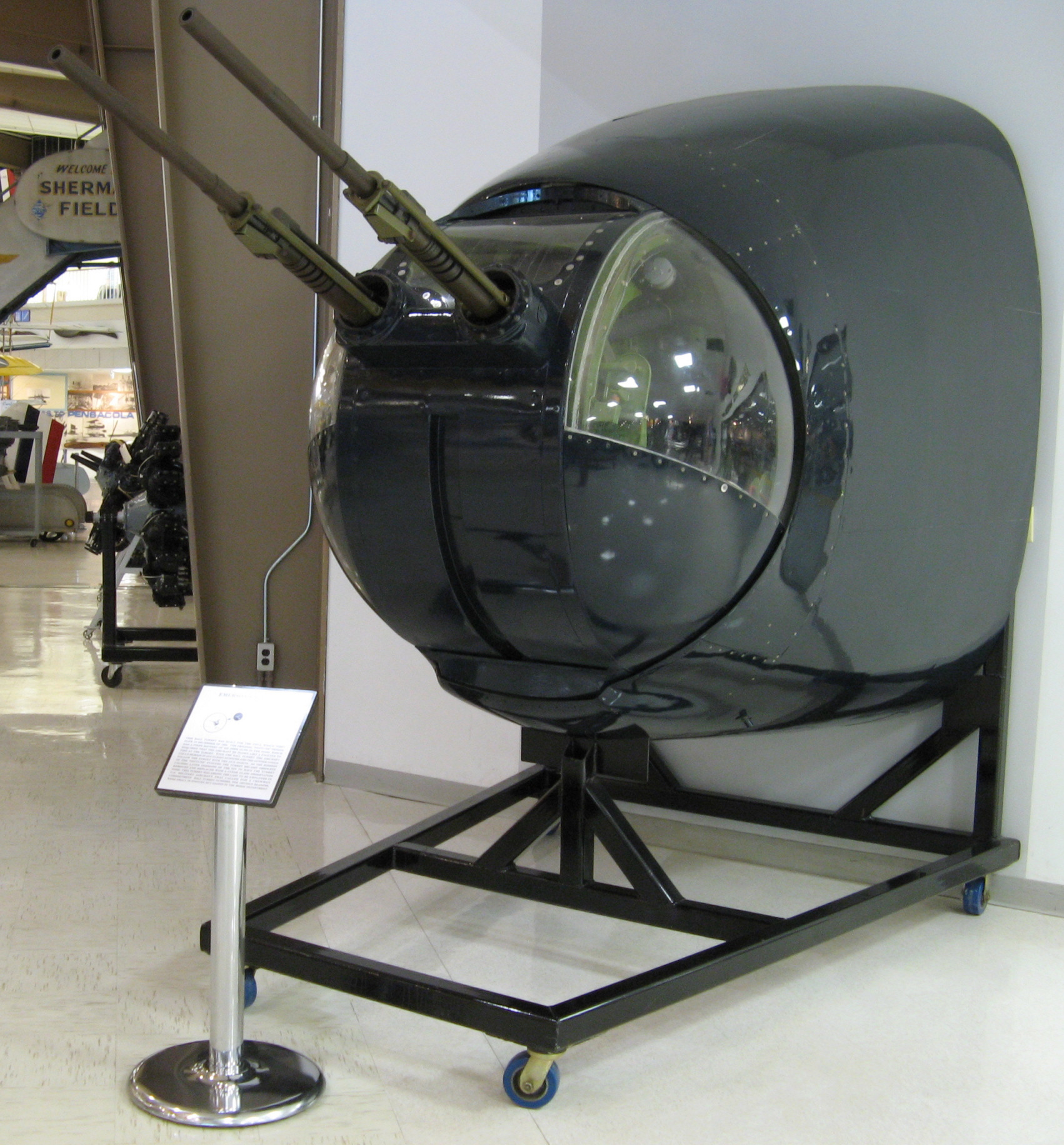
Torreta Emerson de morro del Neptune en el National Naval Aviation Museum, Florida, 2007.

Antes de la introducción del P-3 Orion a mitad de los años 60, el Neptune fue el principal avión estadounidense de patrulla antisubmarina basado en tierra, destinado a operar como buscador de un grupo "Hunter-Killer", siendo empleados destructores como "killer". Varias características ayudaban al P-2 en su papel de buscador:
- Las sonoboyas podían ser lanzadas desde una estación en la parte trasera del fuselaje y ser seguidas por radio.
- Algunos modelos fueron equipados con ametralladoras "apuntables" dobles de 12,7 mm en el morro, pero la mayoría tenía una burbuja de observación delantera con un asiento para el observador, una característica vista a menudo en fotos.
- El Detector de Anomalías Magnéticas AN/ASQ-8 estaba instalado en una cola extendida, produciendo un gráfico en papel. Los gráficos sin señales no se clasificaban, pero los que sí, se clasificaban como secretos.
- Un radar ventral de búsqueda en superficie AN/APS-20 permitía la detección de submarinos en superficie o a profundidad de periscopio a considerables distancias.

Una vez que el P-2 fue reemplazado en la Armada estadounidense por el P-3A Orion en los escuadrones operativos de la Flota, a principios y mitad de los años 60, el P-2 se mantuvo operativo en la Reserva Aérea Naval hasta mitad de los años 70, principalmente en su versión SP-2H. Una vez que los escuadrones operativos de la Flota realizaron la transición a los P-3B y P-3C a mitad y finales de los años 60 y principios de los 70, los P-2 de la Reserva Aérea Naval fueron finalmente reemplazados por P-3A y P-3B, y el P-2 finalizó su servicio operativo naval estadounidense. El VP-23 fue el último escuadrón de patrulla activo en operar el SP-2H, retirando su último Neptune el 20 de febrero de 1970, mientras que el último escuadrón de patrulla de la Reserva Naval en operar el Neptune, el VP-94, retiró su último SP-2H en 1978.

### Bombardero nuclear

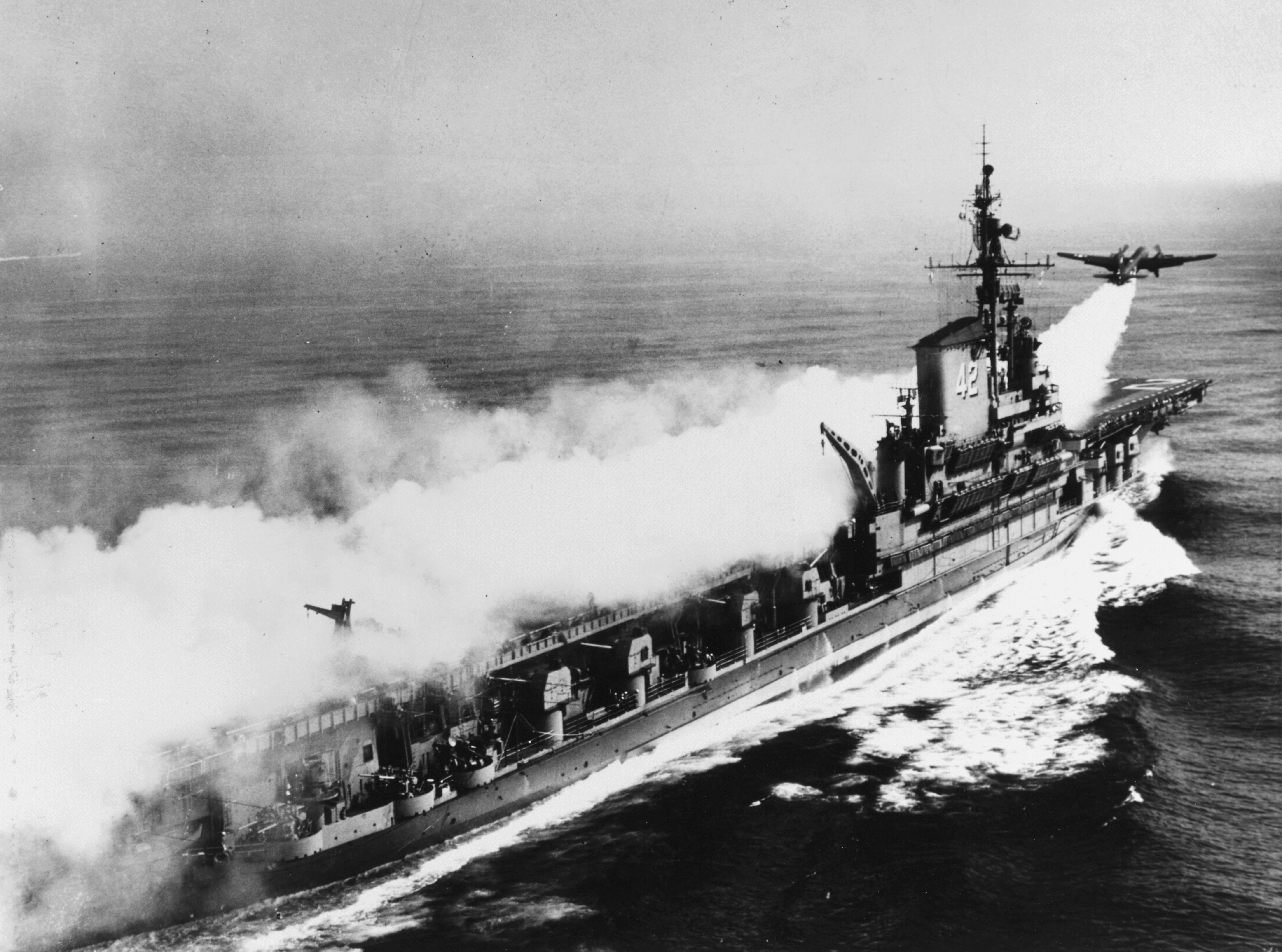
Un P2V despega desde el en 1951.

Al final de la Segunda Guerra Mundial, la Armada estadounidense sintió la necesidad de adquirir una capacidad de ataque nuclear para mantener su influencia política. A corto plazo, los aviones embarcados eran la mejor solución. Las armas nucleares de la época eran voluminosas y se necesitaba un gran avión para llevarlas. La Oficina de Municiones de la Armada construyó 25 anticuadas pero más compactas bombas nucleares Little Boy para ser usadas en la bodega de bombas del P2V Neptune. La Armada estadounidense improvisó un avión de ataque nuclear embarcado modificando el P2V Neptune para que despegara desde un portaaviones, usando aceleradores cohete JATO, realizando pruebas de despegue en 1948. Sin embargo, el Neptune no podía aterrizar en un portaaviones, por lo que la tripulación tenía que arreglárselas para llegar a una base aliada tras el ataque, o zambullirse en el mar cerca de naves estadounidenses. Fue reemplazado en esta tarea de emergencia por el North American AJ Savage, el primer avión de ataque nuclear que fue totalmente capaz de realizar operaciones de lanzamiento y recuperación desde portaaviones; también duró poco en este papel, ya que la Armada estadounidense ya estaba adoptando aviones de ataque nuclear de propulsión enteramente a reacción.

### Variantes P2V-7U/RB-69A de operaciones encubiertas

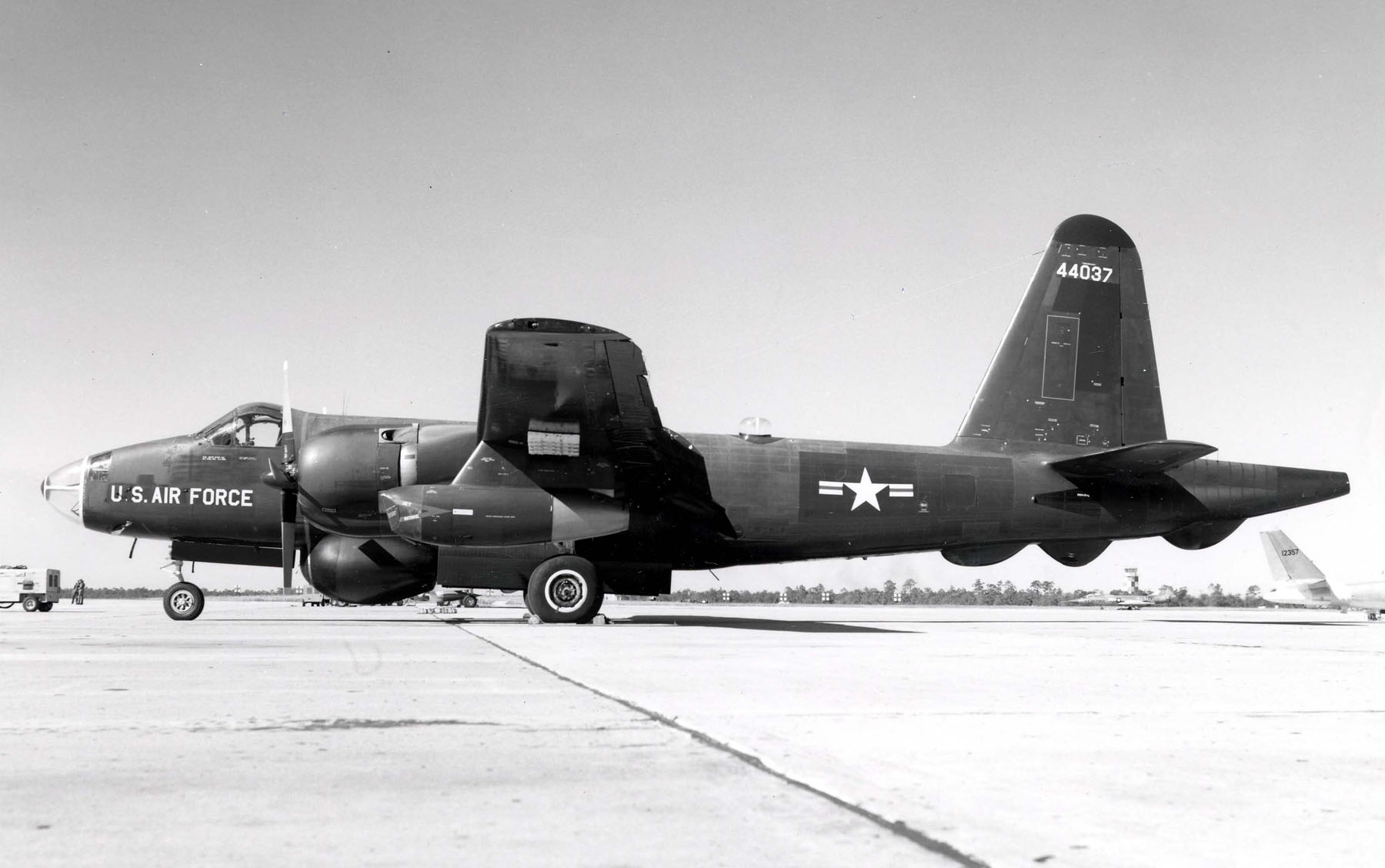
Vista lateral del RB-69A (S/N 54-4037), el primer P2V-7U convertido (BuNo 135612).

En 1954, bajo el Proyecto Cherry, la Agencia Central de Inteligencia (CIA) obtuvo cinco P2V-7 nuevos que fueron convertidos en P2V-7U/RB-69A por los Skunk Works de Lockheed en el Hangar B5, en Burbank, California, para engrosar su propia flota de aviones encubiertos de inteligencia. Más tarde, para compensar las pérdidas operacionales de P2V-7U/RB-69A, la CIA obtuvo y convirtió dos P2V-7 de la Armada estadounidense, uno en septiembre de 1962, y otro en diciembre de 1964, al estándar P2V-7U/RB-69A Phase VI, y también adquirió un P2V-5 más antiguo de la Armada estadounidense como avión de entrenamiento, en 1963. Los vuelos de pruebas fueron realizados por el primer avión en la Base Edwards de 1955 a 1956, y todos los aviones se pintaron de azul marino oscuro, pero con emblemas de la USAF. En 1957, un P2V-7U fue enviado a la Base Eglin para probar las prestaciones del avión a baja cota y bajo condiciones adversas. 
Los primeros dos aviones fueron enviados a Europa, y basados en Wiesbaden, Alemania Occidental, pero fueron retirados más tarde en 1959, cuando la CIA redujo sus activos encubiertos en el continente. La CIA envió los otros dos P2V-7U/RB-69A a la Base Aérea Hsinchu, Taiwán, donde, en diciembre de 1957, fueron asignados a una unidad "Black Op", el 34th Squadron, más conocido como el Black Bat Squadron, de la ROCAF; fueron pintados con emblemas de dicha Fuerza Aérea. La misión de los P2V-7U/RB-69A de la ROCAF era realizar vuelos de penetración a baja cota en la China continental en misiones de inteligencia ELINT, incluyendo el mapeo de las redes de defensa aérea de China, inserción de agentes mediante salto, y el lanzamiento de folletos y suministros. El acuerdo de negación plausible entre los gobiernos estadounidense y chino (Taiwán) se tradujo en que los RB-69A serían tripulados por personal de la ROCAF cuando se llevaran a cabo misiones operativas, pero serían tripulados por personal de la CIA cuando se trasladasen los RB-69A fuera de Taiwán o desde otra área operativa hacia los Estados Unidos.
Los P2V-7U/RB-69A del Black Bat Squadron de la ROCAF volaron sobre China de 1957 a noviembre de 1966. Todos los aviones originales se perdieron (dos estrellados sobre Corea del Sur, tres derribados sobre China) con todos sus tripulantes a bordo. En enero de 1967, los dos RB-69A restantes volaron de vuelta a NAS Alameda, California, y fueron devueltos a la configuración regular de la Armada estadounidense como P2H/P2V-7 ASW. La mayoría de las misiones "Black Op" del 34th Squadron todavía permanecen clasificadas por la CIA, aunque se conoce que existe un proyecto de historia interno de la CIA, el Low-Level Technical Reconnaissance over Mainland China (1955–66) (Reconocimiento Técnico a Baja Cota sobre China continental), de referencia CSHP-2.348, escrito en 1972 y que cubre las misiones "Black Op" del 34th Squadron, pero no será desclasificado por la CIA hasta después de 2022.

### Guerra de Vietnam

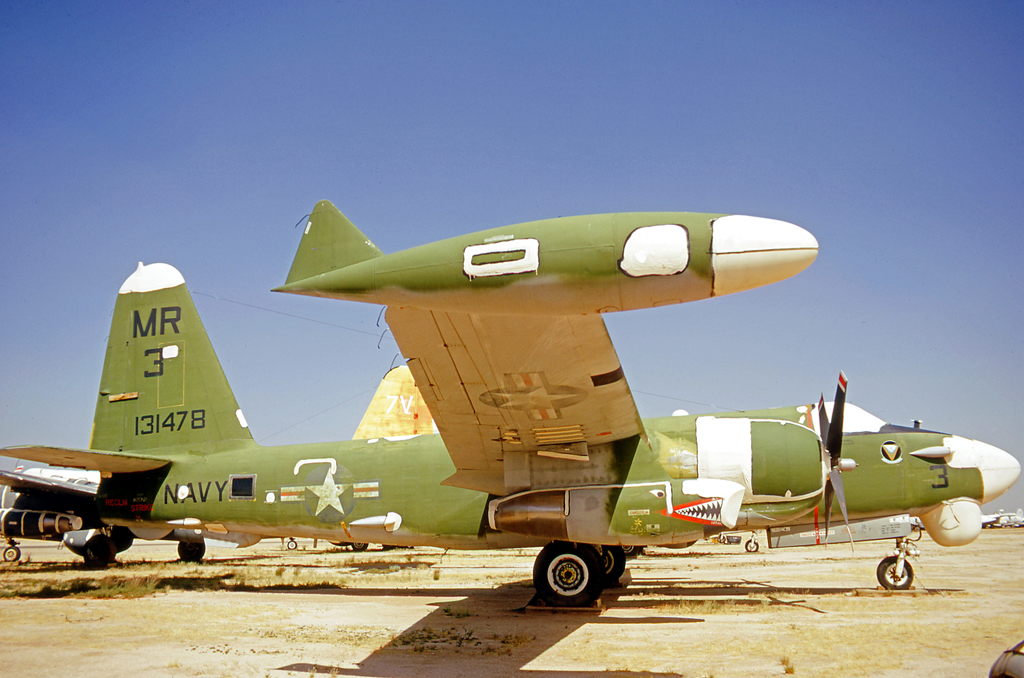
OP-2E Neptune BuNo 131478, anteriormente del VO-67, en el depósito AMARC en la Davis-Monthan AFB, alrededor de 1971. El camuflaje es verde al realizar operaciones a baja cota sobre Vietnam.

Durante la guerra de Vietnam, el Neptune fue usado por la Armada estadounidense como cañonero, como avión de despliegue de sensores y de reconocimiento terrestre, y en su tradicional papel como avión de patrulla marítima. El Neptune también fue utilizado por la 1st Radio Research Company (Aviation) del Ejército estadounidense, código de llamada "Crazy Cat" (Gato Loco), basada en la Besa Aérea Cam Ranh en Vietnam del Sur, como avión de vigilancia electrónica, interceptando señales tácticas de baja potencia en código Morse y de voz. El Ejército estadounidense operó el P-2 de 1967 a 1972, volando 42 500 horas sin accidentes. El VO-67, código de llamada "Lindy", fue el único escuadrón de P-2 Neptune en recibir la Citación Presidencial de Unidad, volando misiones Igloo White, sembrando sensores sísmicos y acústicos sobre la Ruta Ho Chi Minh. El VO-67 perdió tres aviones OP-2E y 20 tripulantes debido a fuego terrestre, mientras realizaba sus misiones secretas en Laos y Vietnam en 1967-68. El avión RB-69A/P2V-7U ELINT/SIGINT del secreto 34th Black Bat Squadron de la ROCAF realizó reconocimientos electrónicos a baja cota desde la Base Aérea de Da Nang, volando sobre la provincia de Thanh Hóa el 20 de agosto de 1963 para investigar una zona de lanzamiento de reabastecimiento aéreo, que se había convertido en una trampa para una misión de lanzamiento desde C-123B de la ROCAF 10 días antes, en la que agentes lanzados allí habían sido capturados y retornados. El año siguiente, también fue realizada una misión de mapeo de los radares de defensa aérea, por un avión RB-69A/P2V-7U del 34th Squadron, sobre Vietnam del Norte y Laos, en la noche del 16 de marzo. El RB-69A despegó de Da Nang, voló hasta el Golfo de Tonkín antes de atravesar la costa cerca de Haiphong, luego sobrevoló la frontera de Vietnam del Norte y Laos. La misión fue solicitada por el Grupo de Observaciones y Estudios (SOG) para apoyar el planeamiento de la inserción o reabastecimiento de agentes. Se detectaron siete asentamientos AAA, 14 asentamientos de radar de alerta temprana y dos señales de radar de interceptación controlada desde tierra (GCI).

### Guerra de las Malvinas

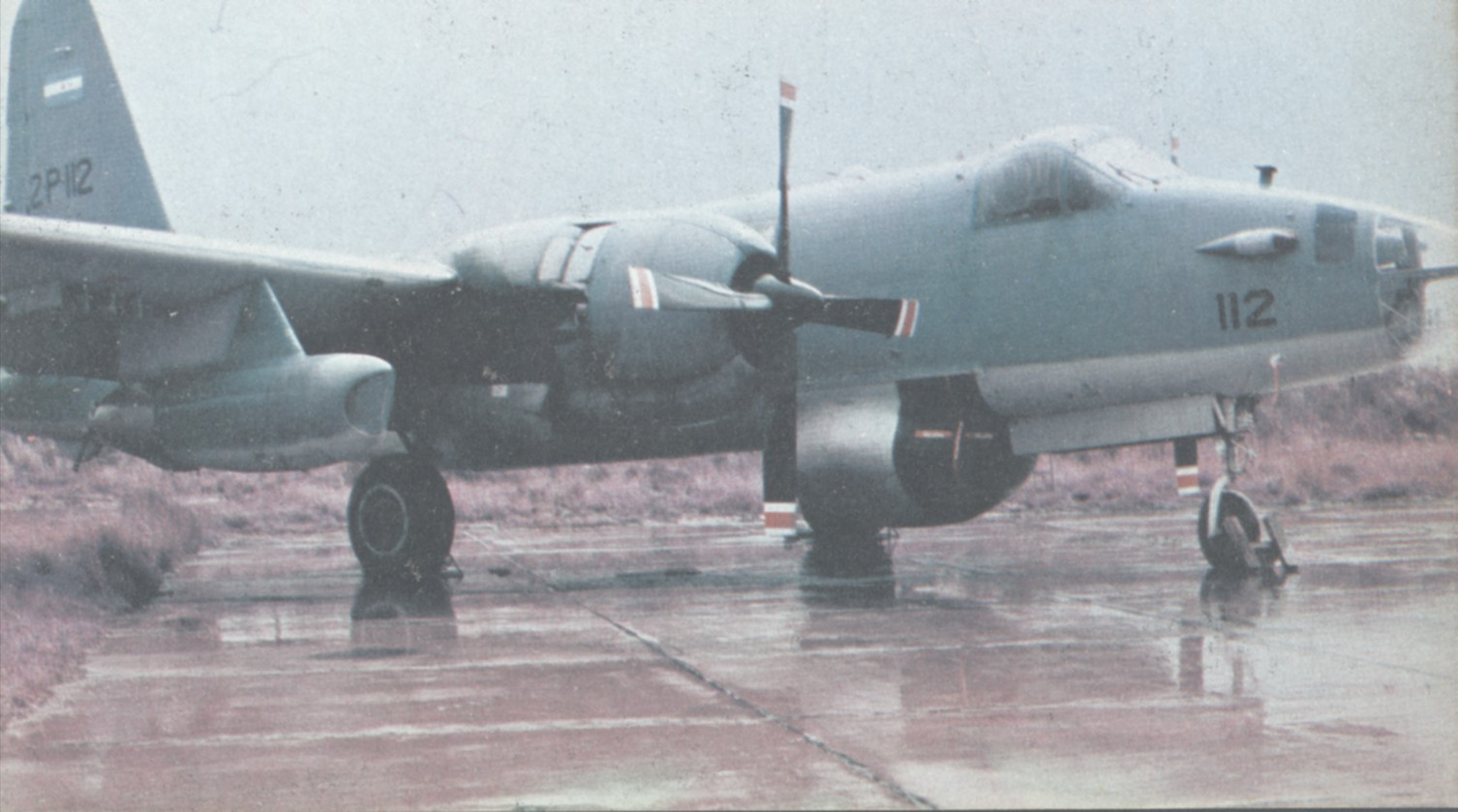
El SP-2H de la Armada argentina que rastreó al HMS Sheffield.

La Armada Argentina había recibido, al menos, 16 Neptune de diferentes versiones desde 1958, incluyendo ocho ejemplares ex RAF, para ser usados por la Escuadrilla Aeronaval de Exploración. Fueron intensamente utilizados en 1978 durante la Operación Soberanía contra Chile, volando incluso sobre el Océano Pacífico.
Durante la guerra de las Malvinas en 1982, las dos últimas células en servicio (2-P-111 y 2-P-112) jugaron un papel clave en el reconocimiento e iluminación a los Dassault Super Étendard, particularmente en el ataque del 4 de mayo contra el HMS Sheffield. La falta de repuestos, causada por el embargo de armas decretado por Estados Unidos en 1977 debido a la Guerra Sucia, provocó la retirada del modelo antes del fin de la guerra; los Lockheed C-130 Hercules de la Fuerza Aérea Argentina se hicieron cargo de la tarea de localizar blancos para los aviones de ataque.

### Otros operadores militares
La versión canadiense del Lockheed Neptune (P2V7) sirvió como avión antisubmarino, contra superficie y de reconocimiento marítimo en el Mando Aéreo Marítimo de la RCAF desde 1955, reemplazando a los aviones marítimos Avro Lancaster. Los P2V7 canadienses fueron equipados con motores de pistón inicialmente, aunque, en 1959, los Neptune fueron reequipados con dos soportes subalares con reactores Westinghouse J34, similares a los que llevaban las variantes de la Armada estadounidense. El armamento incluía dos torpedos, minas, cargas de profundidad y bombas, cargados internamente, más cohetes no guiados montados externamente bajo las alas. Un total de 25 Neptune sirvieron con los escuadrones 404, 405 y 407 hasta 1960. Tras la unificación de las Fuerzas canadienses en 1968, el Neptune fue retirado y retroactivamente redesignado CP-122. Los Neptune de la RCAF fueron reemplazados por los Canadair CP-107 Argus ese mismo año.
El Mando Costero de la Real Fuerza Aérea británica operó 52 P2V-5, designados Neptune MR.1 como moderno recurso provisional de avión de reconocimiento marítimo hasta que el Avro Shackleton pudiera entrar en servicio. Fueron utilizados entre 1952 y marzo de 1957, siendo usados para realizar experimentos de Alerta Temprana Aerotransportada, así como patrullaje marítimo.
En Australia, los Países Bajos y la Armada estadounidense, sus tareas fueron asumidas por al mayor y más capaz P-3 Orion, y en los años 70, solo estaba en uso en escuadrones de patrulla en la Reserva Naval estadounidense y en la Armada holandesa. La Reserva Naval estadounidense retiró sus últimos Neptune en 1978, también siendo reemplazados por el P-3 Orion. En los años 80, el Neptune se había retirado del uso militar en la mayoría de las naciones compradoras, reemplazado por aviones más modernos.

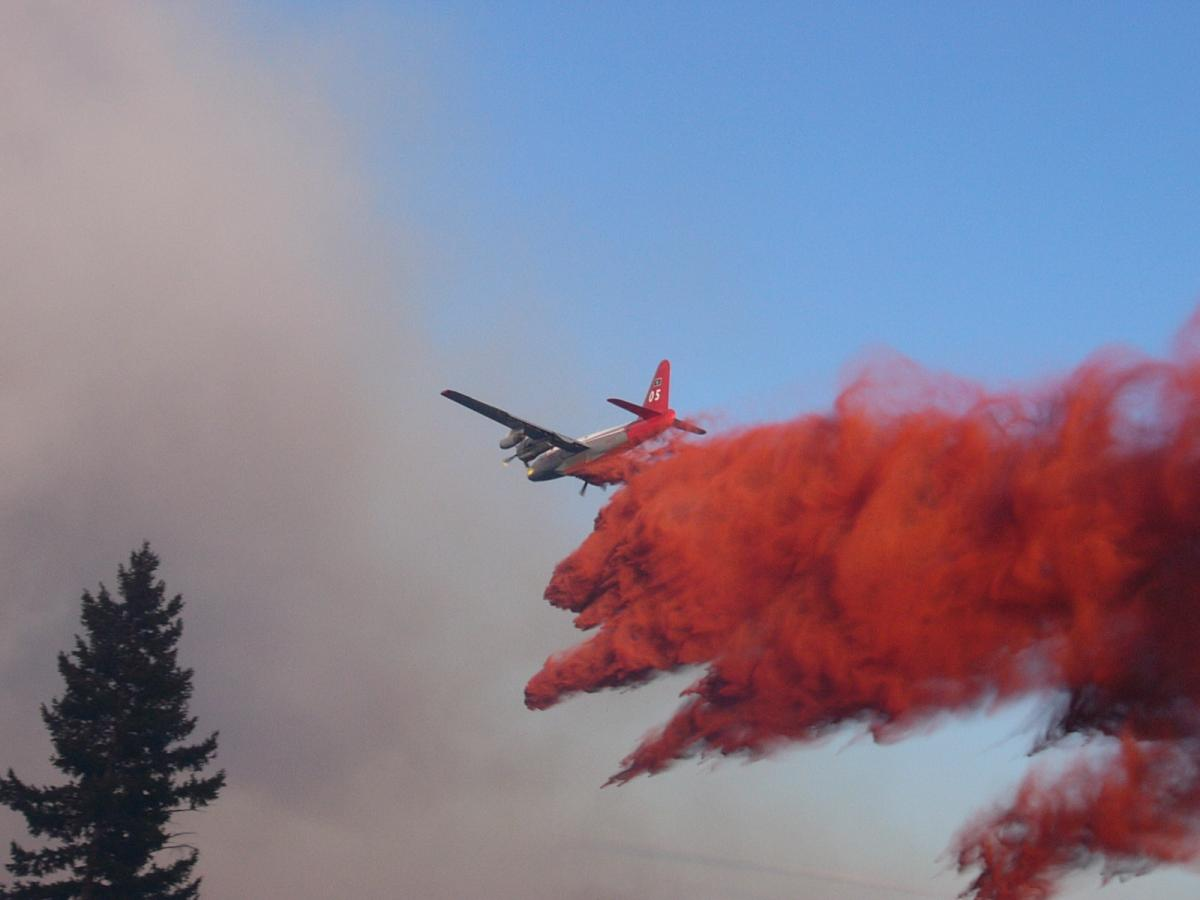
Un P-2V Neptune de Neptune Aviation Services lanza retardante sobre el fuego de WSA Complex en 2007, en Oregón.

En Japón, el Neptune fue construido bajo licencia desde 1966 por Kawasaki como P-2J, reemplazando los motores de pistón por turbohélices T64 fabricadas por IHI. Kawasaki continuó su fabricación mucho después de que Lockheed cesara la suya; el P-2J se mantuvo en servicio hasta 1984.

### Lucha contraincendios civil
Los P-2/P2V han sido empleados en tareas de lucha contraincendios por operadores como Minden Air Corp y Neptune Aviation Services. Los aviones contraincendios pueden llevar 7874 l de retardante y tienen una vida útil de 15 000 horas. Neptune propone reemplazarlos por aviones British Aerospace 146, que se estima que tienen una vida útil de 80 000 horas y pueden llevar 11 356 l de retardante.

### "La Tortuga Agresiva"
El tercer P2V-1 de producción fue elegido para realizar una misión de récord, aparentemente para probar la resistencia de la tripulación y la extensa navegación, pero también con propósitos publicitarios: mostrar las capacidades del más reciente bombardero de patrulla de la Armada estadounidense. Su mote fue "La Tortuga", que fue pintado en el morro del avión (junto con un dibujo de una tortuga fumando una pipa, mientras pedalea sobra un dispositivo conectado a una hélice). Sin embargo, en comunicados de prensa emitidos justo antes del vuelo, la Armada estadounidense lo mencionó como "La Tortuga Agresiva".

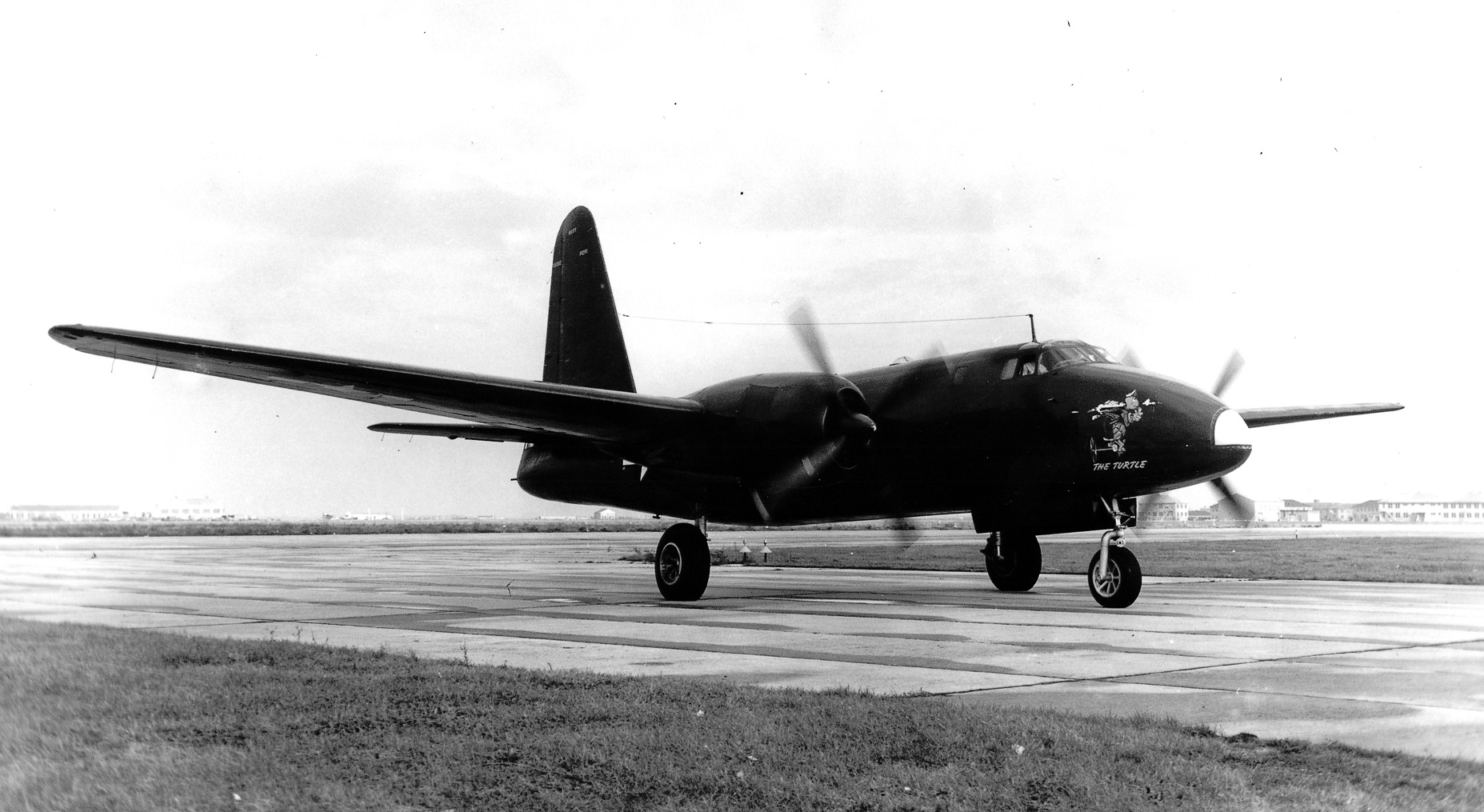
P2V-1 "The Turtle" en 1946.

Cargado con combustible en depósitos extra instalados en prácticamente cualquier espacio disponible del avión, "The Turtle" se puso en camino desde Perth, Australia, hacia los Estados Unidos. Con cuatro tripulantes (y un canguro gris de nueve meses, regalo de Australia al National Zoo en Washington D. C.), el avión partió el 9 de septiembre de 1946, con un despegue asistido por cohetes. Dos días y medio (55 h 18') más tarde, "The Turtle" aterrizó en Columbus, Ohio, a 18 083,6 km de su punto de partida. Fue el más largo vuelo sin repostar en ese momento (6400 km más largo que el récord del Boeing B-29 Superfortress de la Fuera Aérea estadounidense). Se mantuvo como récord absoluto de distancia sin repostar hasta 1962 (batido por un Boeing B-52 Stratofortress de la USAF), y permanecería como récord de motor de pistones hasta 1986, cuando el Voyager de Dick Rutan lo batiría en el proceso de circunnavegar el globo. "The Turtle" está preservado en el National Museum of Naval Aviation en NAS Pensacola.

## Variantes

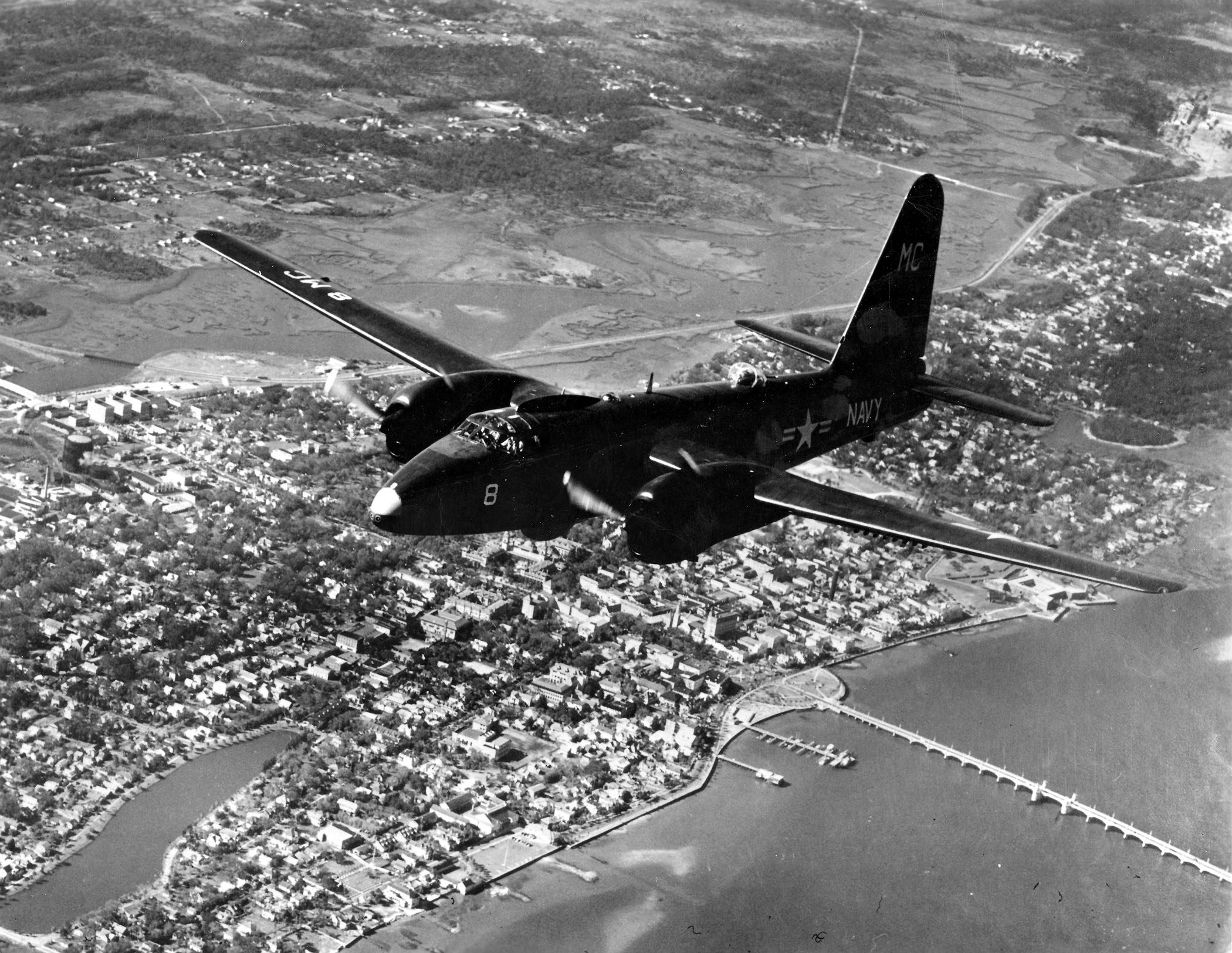
P2V-3 del VP-5 en 1953.

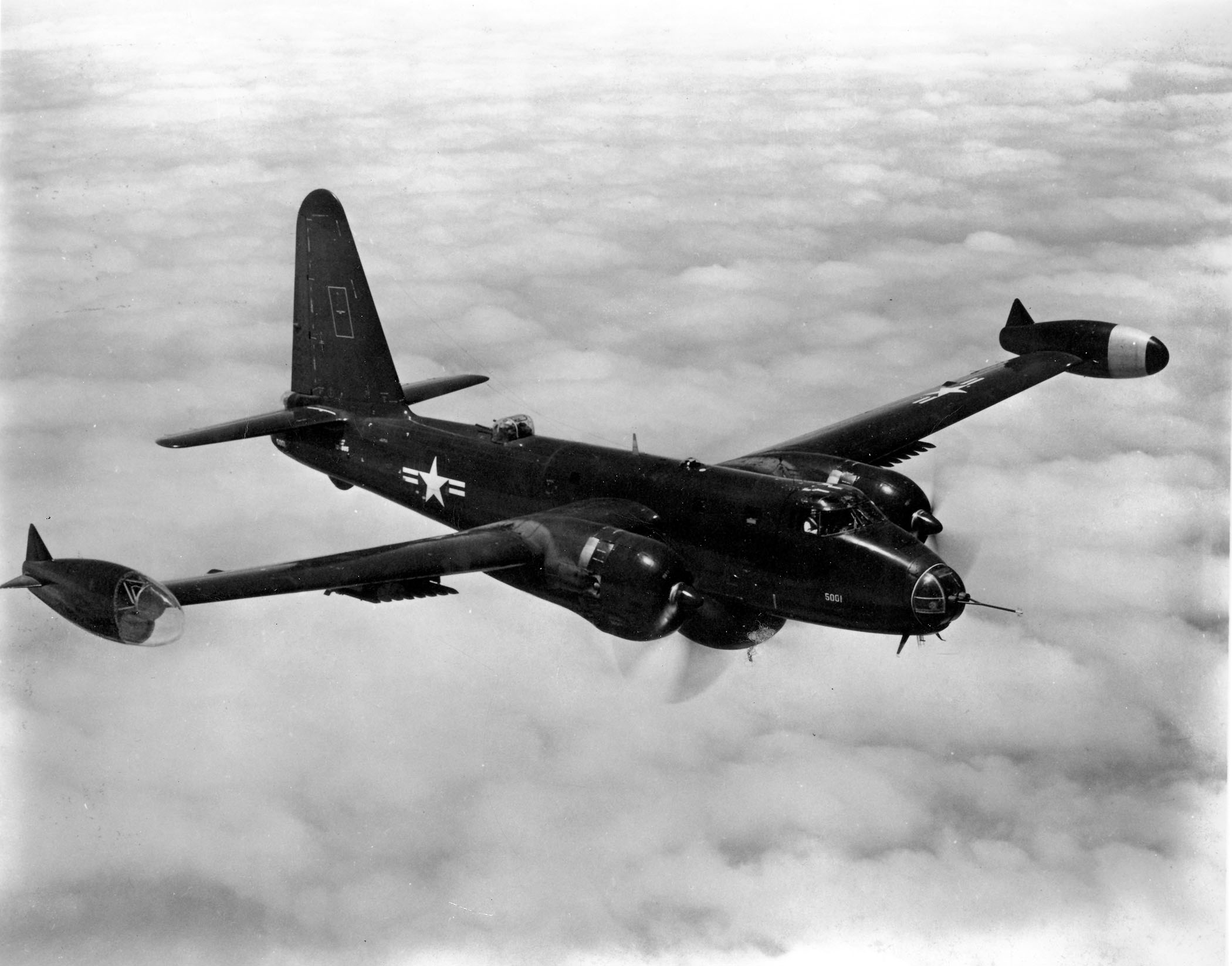
P2V-5 con torreta de morro en 1952.

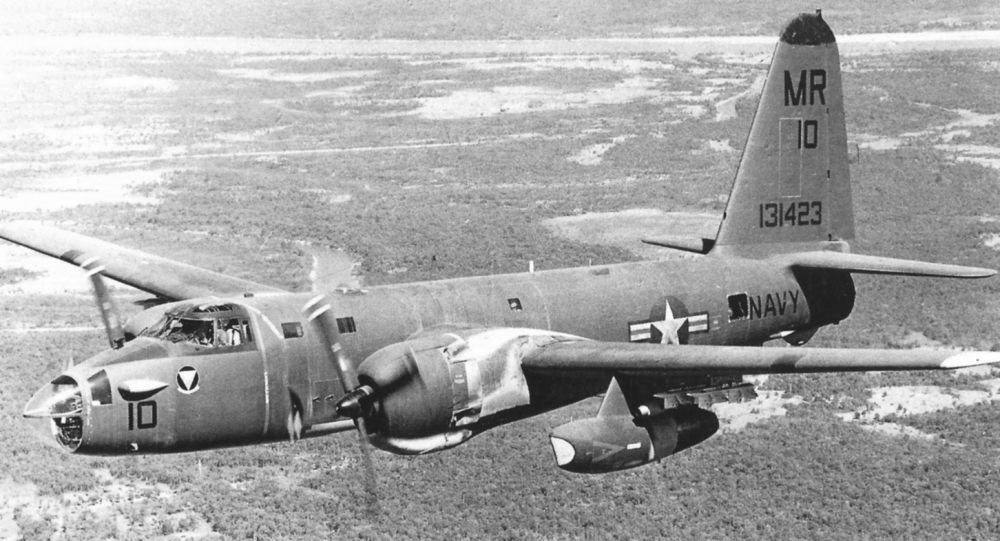
Un OP-2E del VO-67 en 1967/68 sobre Laos.

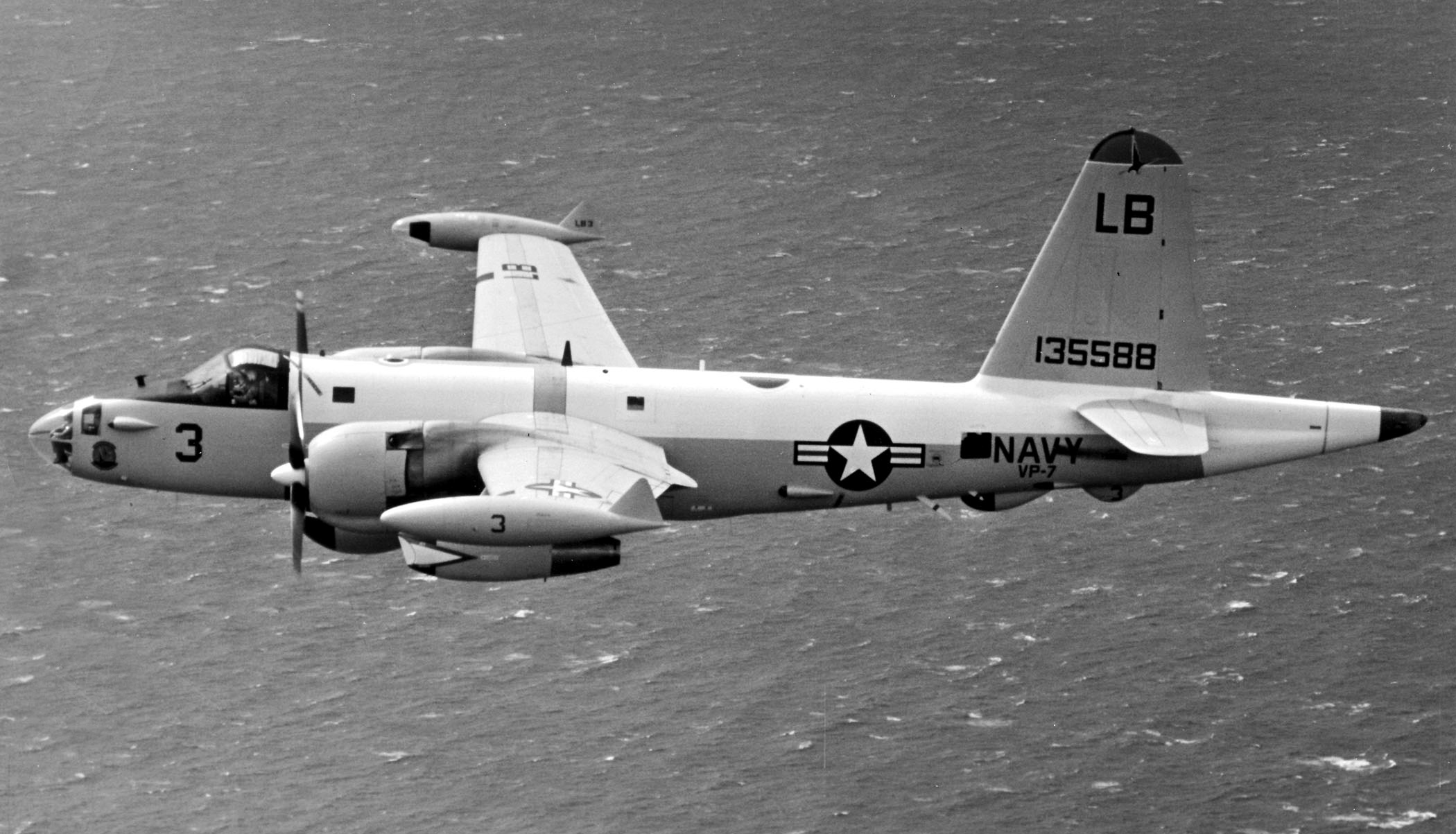
P-2V del VP-7.

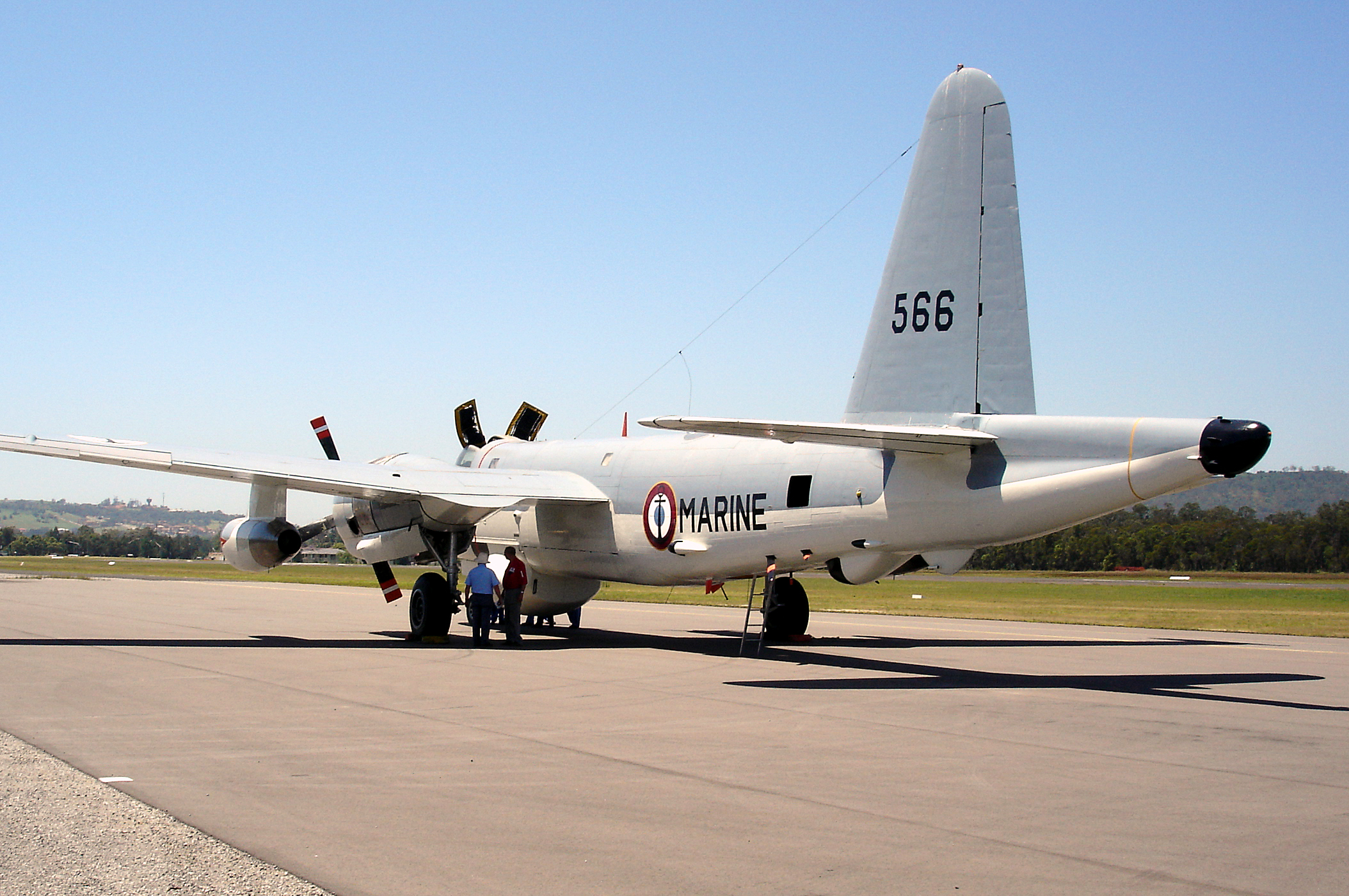
P-2H restaurado francés en Australia, 2004.

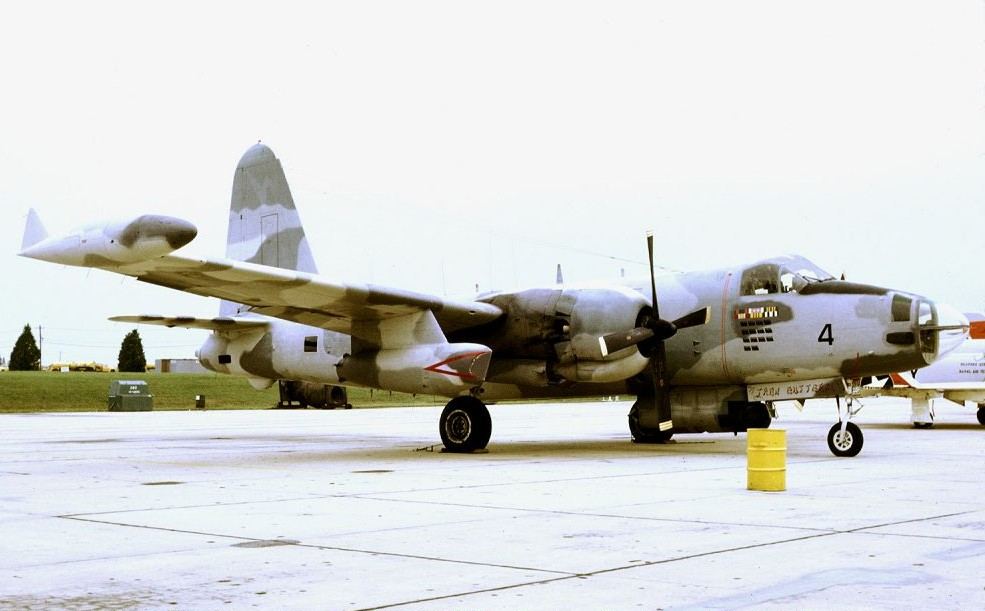
AP-2H de la Armada estadounidense del VAH-21.

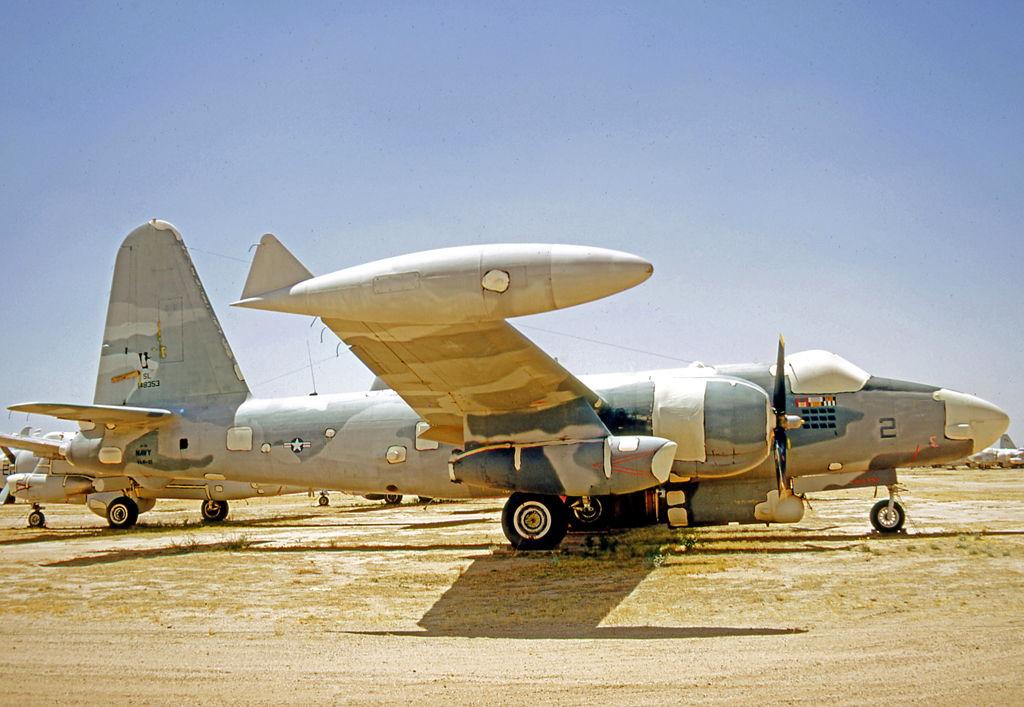
AP-2H del Heavy Attack Squadron VAH-21.

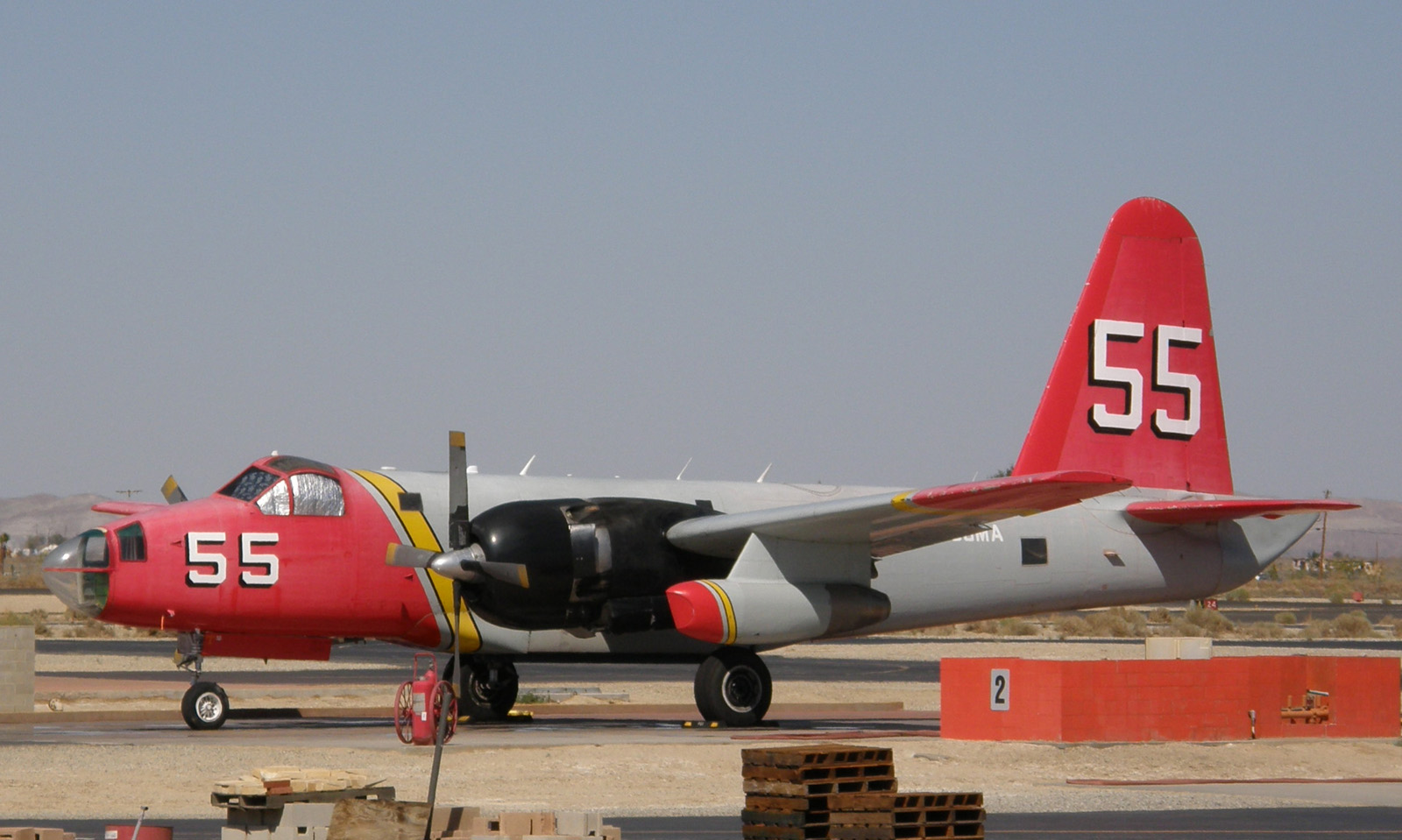
Tanker 55 de Minden Air, anteriormente un SP-2H, en Fox Field.

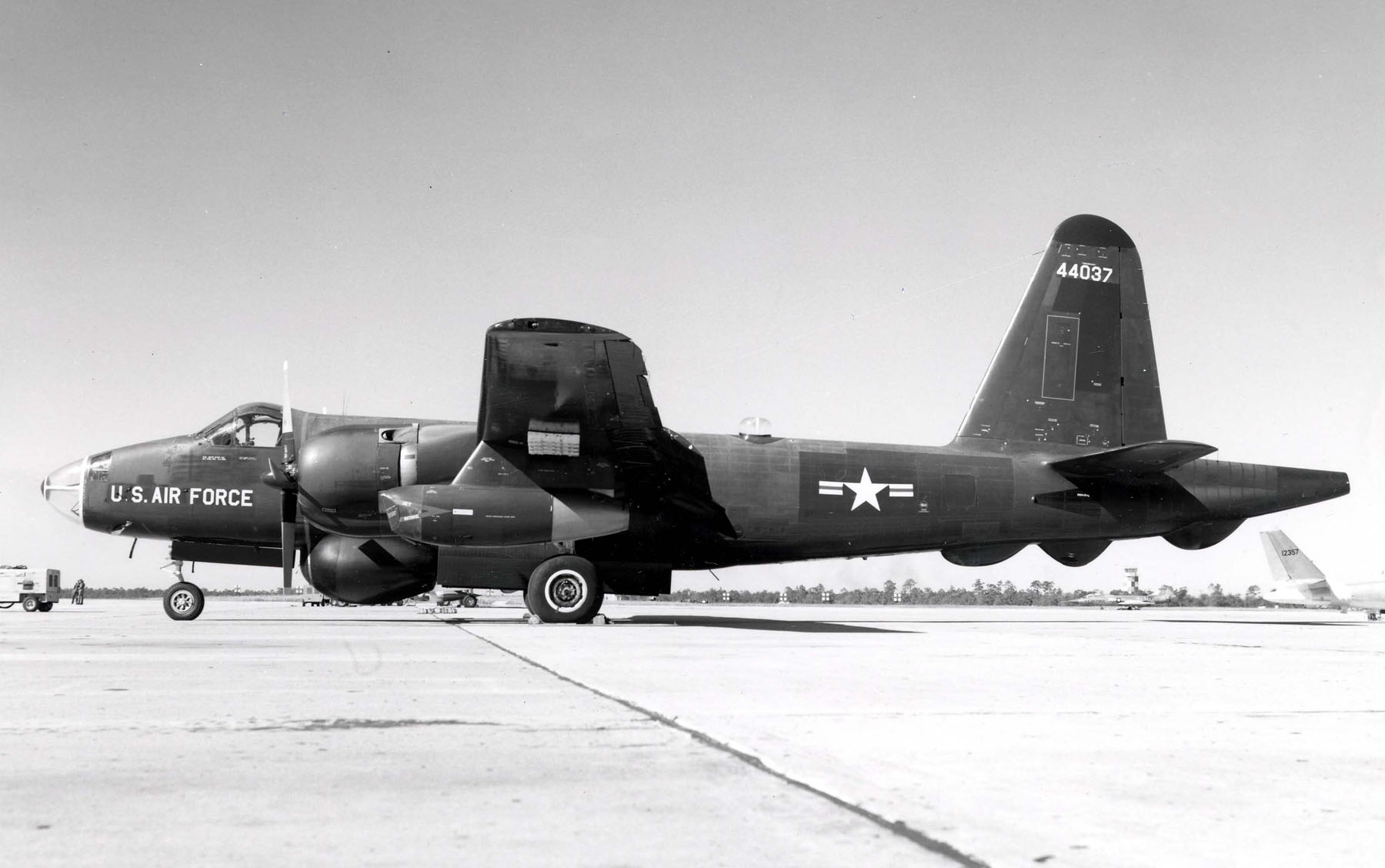
RB-69A de la CIA con emblemas de la USAF en Eglin AFB, Florida, en 1957.

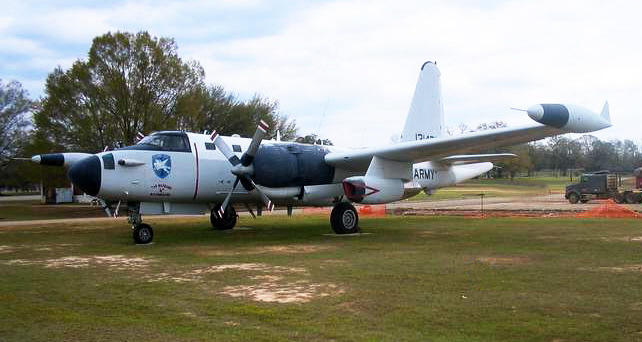
AP-2E del Ejército estadounidense, también designado RP-2E, usado en operaciones SIGINT/ELINT en Vietnam. El "Burbank Boomerang" está en exhibición en el US Army Aviation Museum, en Ft. Rucker Alabama.

Lockheed produjo siete versiones principales del P2V. Además, Kawasaki construyó el P-2J turbohélice en Japón.
XP2V-1
Prototipo, dos construidos. Propulsado por dos motores Wright R-3350-8 de 1700 kW (2300 hp) con hélices cuatripalas, con un armamento de dos ametralladoras de 12,7 mm en torretas de morro, cola y dorsal, y 3600 kg de carga en la bodega interna de bombas.
P2V-1
Primer modelo de producción con motor R-3350-8A. Provisión para 16 HVAR de 130 mm o 4 cohetes Tiny Tim de 300 mm bajo las alas; 14 construidos.
XP2V-2
Quinto P2V-1 de producción modificado como prototipo del P2V-2. Propulsado por motores R-3350-24W de inyección de agua.
P2V-2
Segundo modelo de producción, propulsado por dos motores R-3350-24W de 2100 kW (2800 hp) y hélices tripala. Torreta de morro reemplazada por morro de "ataque" equipado con seis cañones fijos de 20 mm. Los primeros ocho aviones retuvieron la torreta de cola Bell, equipada con armas de 12,7 mm, usando los restantes una torreta de cola Emerson con dos cañones de 20 mm. 80 construidos.
P2V-2N "Polar Bear"
Dos P2V-2 modificados para la exploración polar bajo el Proyecto Ski Jump. El armamento fue desmontado, llevaba tren de aterrizaje de esquís y provisión para usar cohetes JATO. Equipado con uno de los primeros dispositivos MAD con propósitos de investigación magnética. Usados en la exploración antártica Operación Deep Freeze. Los especialmente modificados P2V tenían esquís de aluminio de 4,88 m de longitud que fueron sujetados a las unidades principales del tren de aterrizaje que, cuando se retraían, se metían en el carenado justo por debajo de los motores. Así, los modificados P2V podían aterrizar todavía en una pista de superficie regular.
P2V-2S
Un P2V-2 modificado como prototipo de variante antisubmarina con radar de búsqueda AN/APS-20 y combustible adicional.
P2V-3
Bombardero de patrulla mejorado con motores R-3350-26W de 2400 kW (3200 hp) con tubos de escape de motor en colector. 53 construidos.
P2V-3B
Conversiones desde modelos P2V-3, incluyendo P2V-3C y -3W, equipados con el Sistema de Radar de Bombardeo a Baja Cota ASB-1; 16 convertidos.
P2V-3C
Bombardero nuclear provisional embarcado de un solo viaje, sin idea de vuelta para tomar tierra o al portaaviones. Equipado con cohetes JATO para ayudar a despegar desde el portaaviones y más combustible. Armas de morro y torreta dorsal desmontadas para ahorrar peso. 11 P2V-3 y un P2V-2 modificados.
P2V-3W
Variante de Alerta Temprana Aerotransportada, radar AN/APS-20; 30 construidos.
P2V-3Z
Transporte de combate VIP con cabina blindada en el fuselaje trasero, con asientos para seis pasajeros. Retenía la torreta de cola. Dos convertidos desde P2V-3.
P2V-4
Aviones antisubmarinos mejorados. Equipados con radar de búsqueda AN/APS-20 y provisión de lanzamiento de sonoboyas con operador específico de sonoboyas. Depósitos de punta de ala subalares añadidos, con foco de búsqueda en el morro del depósito de punta alar de estribor. Los primeros 25 aviones estaban propulsados por motores R-3350-26WA de 2400 kW (3200 hp), los restantes 27 propulsados por motores turbocompuestos Wright R-3350-30W de 2420 kW (3250 hp). 52 construidos en total. Los aviones supervivientes fueron redesignados P-2D en 1962.
P2V-5
Equipado con torreta de morro Emerson con dos cañones de 20 mm reemplazando el morro sólido de anteriores versiones, aunque reteniendo las torretas dorsal y de cola. Nuevos depósitos de punta alar más grandes y desprendibles, con foco de búsqueda orientable y vinculado a la torreta de morro en el frente del depósito de punta alar de estribor, y radar AN/APS-8 en el morro del depósito de punta alar de babor. Radar de búsqueda AN/APS-20 bajo el fuselaje. Los aviones tardíos presentaban morro de observación acristalado y dispositivo MAD en lugar de las torretas de morro y de cola, y acomodación de la tripulación revisada, siendo muchos aviones anteriores así reequipados. Torreta dorsal desmontada a menudo. 424 construidos.
P2V-5F
Modificación con dos reactores J34 de 14,5 kN (3250 lbf) para aumentar la potencia al despegue, y motores R-3350-32W de 2600 kW (3500 hp). Los motores J34 y R-3350 tenían un sistema de combustible común que quemaba AvGas en lugar de usar combustible de reactor (como todos los Neptune con reactores excepto el Kawasaki P-2J). Los cuatro soportes subalares fueron desmontados, pero se incrementó la carga de armas a 4500 kg. Redesignado P-2E en 1962.
P2V-5FD
P2V-5F convertidos para realizar misiones de lanzamiento de drones. Todo el armamento eliminado. Redesignado DP-2E en 1962.
P2V-5FE
P2V-5F con equipo electrónico adicional. Redesignado EP-2E en 1962.
P2V-5FS
P2V-5F con dispositivo ASW Julie/Jezebel, presentando equipo acústico de búsqueda de largo alcance AQA-3 y dispositivo de escucha de ecos de explosivos Julie. Redesignado SP-2E en 1962.
AP-2E
Designación aplicada a P2V-5F con equipo especial SIGINT/ELINT usados por la 1st Radio Research Company del Ejército estadounidense en la Base Aérea Cam Ranh Bay. Llevando una tripulación de hasta quince personas, los AP-2E fueron los P-2 más pesados, con un peso al despegue de hasta 36 000 kg. Cinco convertidos (también designados RP-2E).
NP-2E
Un único P-2E convertido en avión de pruebas permanente.
OP-2E
Modificados para usarse como parte de la Operación Igloo White en el despliegue de sensores sobre el Sudeste Asiático con el Observation Squadron 67 (VO-67). Equipado con radar de evitación del terreno en el morro, dispensadores de chaff, contenedores de armas montados en las alas y armas laterales. 12 convertidos.
P2V-6
Versión polivalente con bodega de armas agrandada y provisión para realizar el tendido de minas desde el aire y fotorreconocimiento. Radar más pequeño AN/APS-70 en lugar del AN/APS-20. Equipado inicialmente con torretas armadas como el P2V-5, aunque reteniendo la capacidad de ser reequipado con un morro acristalado. Fueron construidas un total de 67 unidades para la Armada estadounidense y Francia. Redesignado P-2F en 1962.
P2V-6B
Versión contra superficie con provisión para llevar dos misiles antibuque AUM-N-2 Petrel. 16 construidos. Más tarde redesignados P2V-6M, y luego MP-2F.
P2V-6F
P2V-6 reequipados con motores a reacción J34. Redesignados P-2G.
P2V-6T
Conversión a entrenador de tripulaciones con el armamento desmontado, a menudo con los depósitos de punta alar desmontados. Redesignados TP-2F.
P2V-7
Última versión del Neptune producida por Lockheed, propulsado por motores R-3350-32W y J-34. Equipado con depósitos de punta alar de menor resistencia, radar de búsqueda AN/APS-20 en un radomo revisado y cubierta de la cabina abombada. Los primeros aviones fueron equipados con torretas artilladas defensivas, pero fueron desmontadas como en el P2V-5. Fueron construidos 287 aparatos, incluyendo 48 ensamblados por Kawasaki en Japón. Redesignado P-2H en 1962.
P2V-7B
15 aviones con morro sólido equipados con cuatro cañones fijos de 20 mm para el Real Servicio Aéreo Naval Holandés. Posteriormente equipados con morro acristalado y modificados al estándar SP-2H. Complementados con cuatro SP-2H provenientes de Francia.
P2V-7LP
Cuatro aviones construidos con tren de aterrizaje de ruedas/esquís y dispositivo JATO para realizar operaciones antárticas. Redesignados LP-2J (sin relación con el Kawasaki P-2J).
P2V-7S
Equipo adicional ASW/ECM, incluyendo el dispositivo Julie/Jezebel. Redesignados SP-2H.
P2V-7U
Designación naval de la variante RB-69A.
AP-2H
Variante especializada de ataque a tierra nocturno y todotiempo, equipada con sistemas FLIR y TV de Baja Luminosidad, torreta de cola, lanzagranadas montados en el fuselaje y minigun de disparo hacia abajo. Bombas y napalm llevadas en soportes subalares. Cuatro convertidos en 1968 para el Heavy Attack Squadron 21 (VAH-21) para realizar operaciones sobre Vietnam del Sur.
DP-2H
P-2H convertidos para realizar el lanzamiento y control de drones.
EP-2H
Un único P-2H modificado con equipo de telemetría UHF en lugar del sistema ASW.
NP-2H
Conversión en bancada del P2V-H.
RB-69A
Cinco construidos nuevos y dos convertidos desde P2V-7 para realizar operaciones encubiertas de la CIA, obtenidos con la ayuda de la USAF y operados por el 34th Squadron de la ROCAF. Plataforma aérea de reconocimiento/ELINT, con paquetes modulares de sensores dependiendo de las necesidades de la misión. Equipados originalmente con Radar Lateral Aerotransportado (SLAR) Westinghouse APQ-56, radar de búsqueda APQ-24, cámaras Fairchild Mark IIIA, receptor de interceptación radar APR-9/13, sistema DF QRC-15, pantalla DF APA-69A, analizador de pulsos APA-74, grabador en cinta Ampex, receptor System 3 para interceptar las comunicaciones enemigas, RWR APS-54, perturbador de ruido, navegación por sistema de radar doppler RADAN, y otros. En mayo de 1959 fue aprobado un programa de modernización conocido como Phase VI, y añadió el perturbador de radar aire-aire ATIR, reemplazando el APR-9/13 por el sistema de rastreo ALQ-28, el QRC-15, tres grabadores de 14 canales y un grabador de alta velocidad de 7 canales para grabar sistemas ELINT, receptor de banda K, ordenador de navegación ASN-7 reemplazando al RADAN, y sistema Fulton Skyhook.
Neptune MR.1
Designación británica del P2V-5; 52 entregados.
CP-122 Neptune
Desiganción de la RCAF del P2V-7 (el contenedor a reacción no fue equipado inicialmente en los 25 P2V-7 entregados, pero fueron así reequipados posteriormente).
Kawasaki P-2J (P2V-Kai)
Variante japonesa producida por Kawasaki para la JMSDF conmotores turbohélice T64, varias otras mejoras; 82 construidos.

## Operadores

### Operadores militares

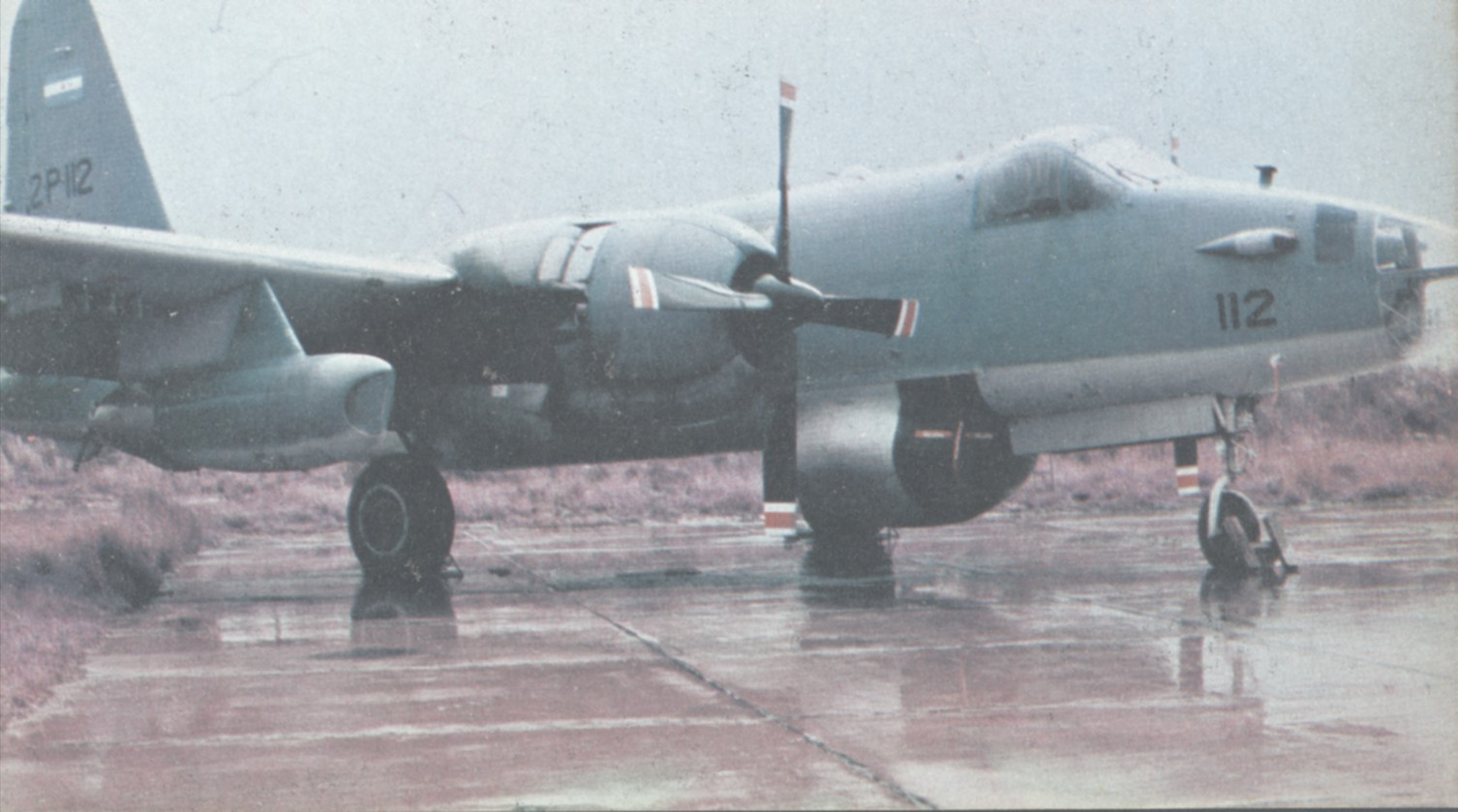
Neptune de la Armada Argentina.

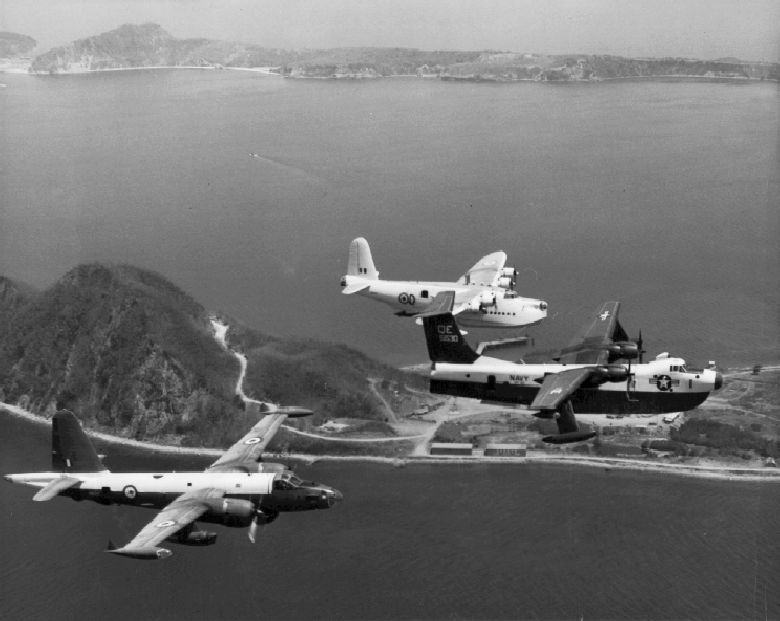
Un SP-2H de la RAAF con un P-5 de la USN y un Sunderland del RNZAF en 1963.

| Argentina - Armada Argentina. - Escuadrilla Aeronaval de Exploración. Australia - Real Fuerza Aérea Australiana Brasil - Fuerza Aérea Brasileña | Canadá - Fuerza Aérea Real Canadiense Estados Unidos - Armada de los Estados Unidos - Ejército de los Estados Unidos - Agencia Central de Inteligencia Francia - Armada Francesa | Japón - Fuerza Marítima de Autodefensa de Japón Países Bajos - Fuerza Aérea de los Países Bajos Portugal - Fuerza Aérea Portuguesa República de China - Marina de la República de China Reino Unido - Real Fuerza Aérea |

### Operadores civiles
| Chile - Heliworks | Estados Unidos - Aero Union - Minden Air - Neptune Aviation Services |

## Especificaciones

### P2V-3
Referencia datos: Combat Aircraft since 1945.

### Características generales
- Tripulación: 9-11
- Longitud: 23,7 m (77,8 ft)
- Envergadura: 30,5 m (100 ft)
- Altura: 8,6 m (28,1 ft)
- Superficie alar: 92,9 m² (1000 ft²)
- Peso vacío: 15 819 kg (34 865,1 lb)
- Peso máximo al despegue: 29 076 kg (64 083,5 lb)
- Planta motriz: 2× motor radial Wright R-3350-26W Cyclone-18.
  - Potencia: 2386 kW (3200 HP; 3244 CV) cada uno.
- Hélices: 1× tripala por motor.

### Rendimiento
- Velocidad crucero (Vc): 286 km/h (178 MPH; 154 kt)
- Alcance: 6406 km (3459 nmi; 3981 mi)

### Armamento
- Cohetes: FFAR de 70 mm en contenedores montados bajo las alas
- Otros: 3629 kg (8000 lb) de bombas, cargas de profundidad y torpedos

### P2V-7 (P-2H)
Referencia datos: Combat Aircraft since 1945.

### Características generales
- Tripulación: Siete-nueve
- Longitud: 27,9 m (91,7 ft)
- Envergadura: 31,7 m (103,8 ft)
- Altura: 8,9 m (29,3 ft)
- Superficie alar: 92,9 m² (1000 ft²)
- Peso vacío: 22 650 kg (49 920,6 lb)
- Peso máximo al despegue: 35 240 kg (77 669 lb)
- Planta motriz: 2× motor radial de 18 cilindros en dos filas refrigerado por aire y sobrealimentado Wright R-3350-32W Cyclone-18.
  - Potencia: 3700 kW (5101 HP; 5031 CV) cada uno.
- Hélices: Cuatripala
- Planta motriz auxiliar:
  - 2x turborreactor Westinghouse J34 de 15,1 kN (3400 lbf) en góndolas subalares

### Rendimiento
- Velocidad máxima operativa (Vno): 586 km/h (364 MPH; 316 kt)
- Velocidad crucero (Vc): 333 km/h (207 MPH; 180 kt)
- Alcance: 3540 km (1911 nmi; 2200 mi)
- Techo de vuelo: 6828 m (22 402 ft)

### Armamento
- Cohetes: FFAR de 70 mm en contenedores montados bajo las alas
- Otros: 3629 kg (8000 lb) de bombas, cargas de profundidad y torpedos

## Aeronaves relacionadas

### Desarrollos relacionados
- Kawasaki P-2J

### Aeronaves similares
- Avro Shackleton
- Consolidated PB4Y-2 Privateer
- Martin P4M Mercator

### Secuencias de designación
- Secuencia P_V (Aviones de Patrulla de la Armada estadounidense, 1922-1962 (Lockheed (Vega), 1923-1962)): PV - P2V - P3V
- Secuencia P-_ (Aviones de Patrulla estadounidenses, 1962-presente): P-2 - P-3 - P-4 - P-5 →
- Secuencia B-_ (Bombarderos del USAAC/USAAF/USAF, 1926-1962): ← B-66 - B-67 - B-68 - RB-69 - B-70 - B-71
- Secuencia C_-_ (Aeronaves de las Fuerzas Canadienses, 1968-presente): ← CO-119 (2) - CT-120 - CP-121 - CP-122 - CSR-123/CC-123 - CH-124 - CH-125 →